# Venijnboom van Fortingall

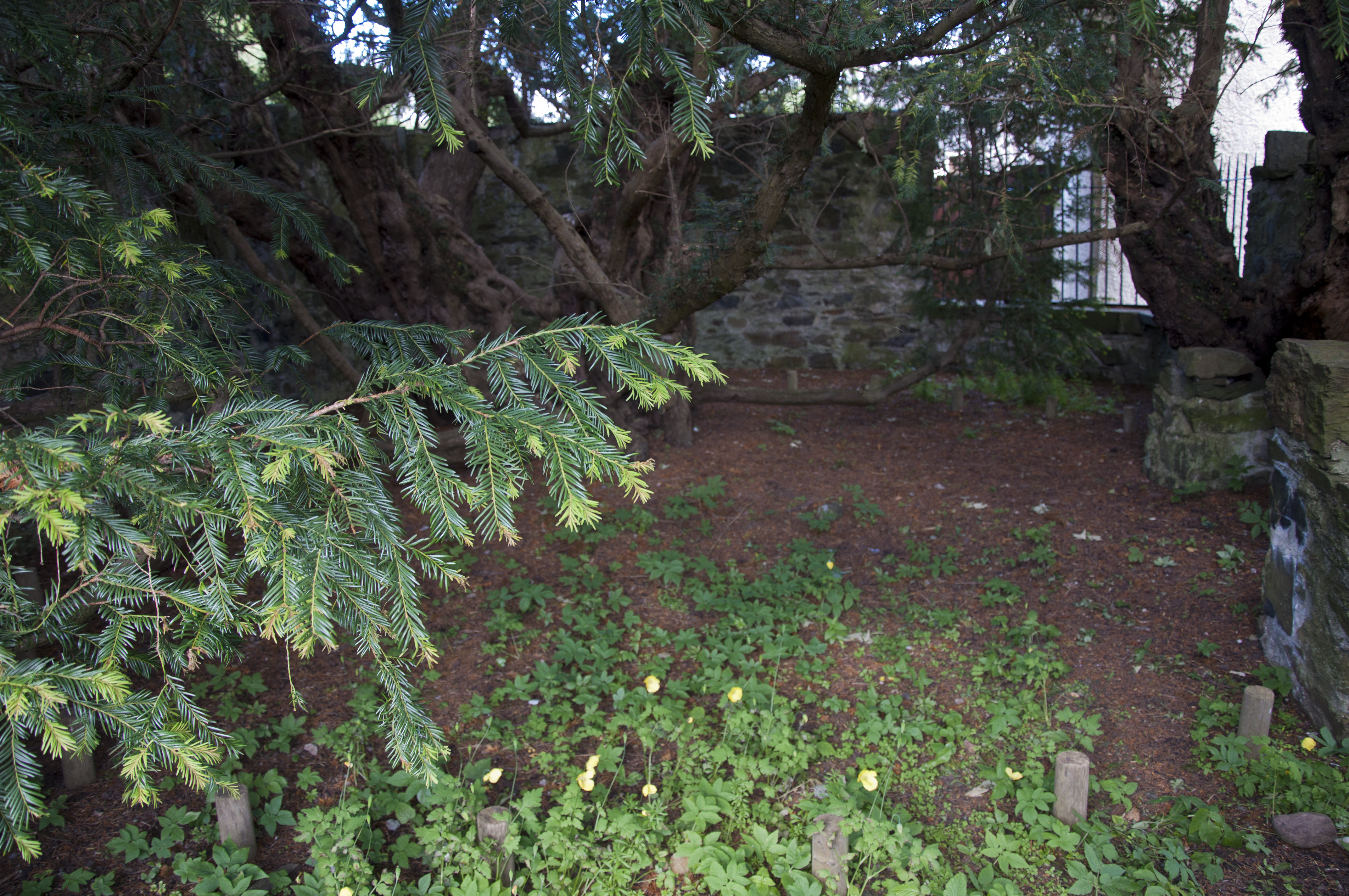
De venijnboom in Fortingall

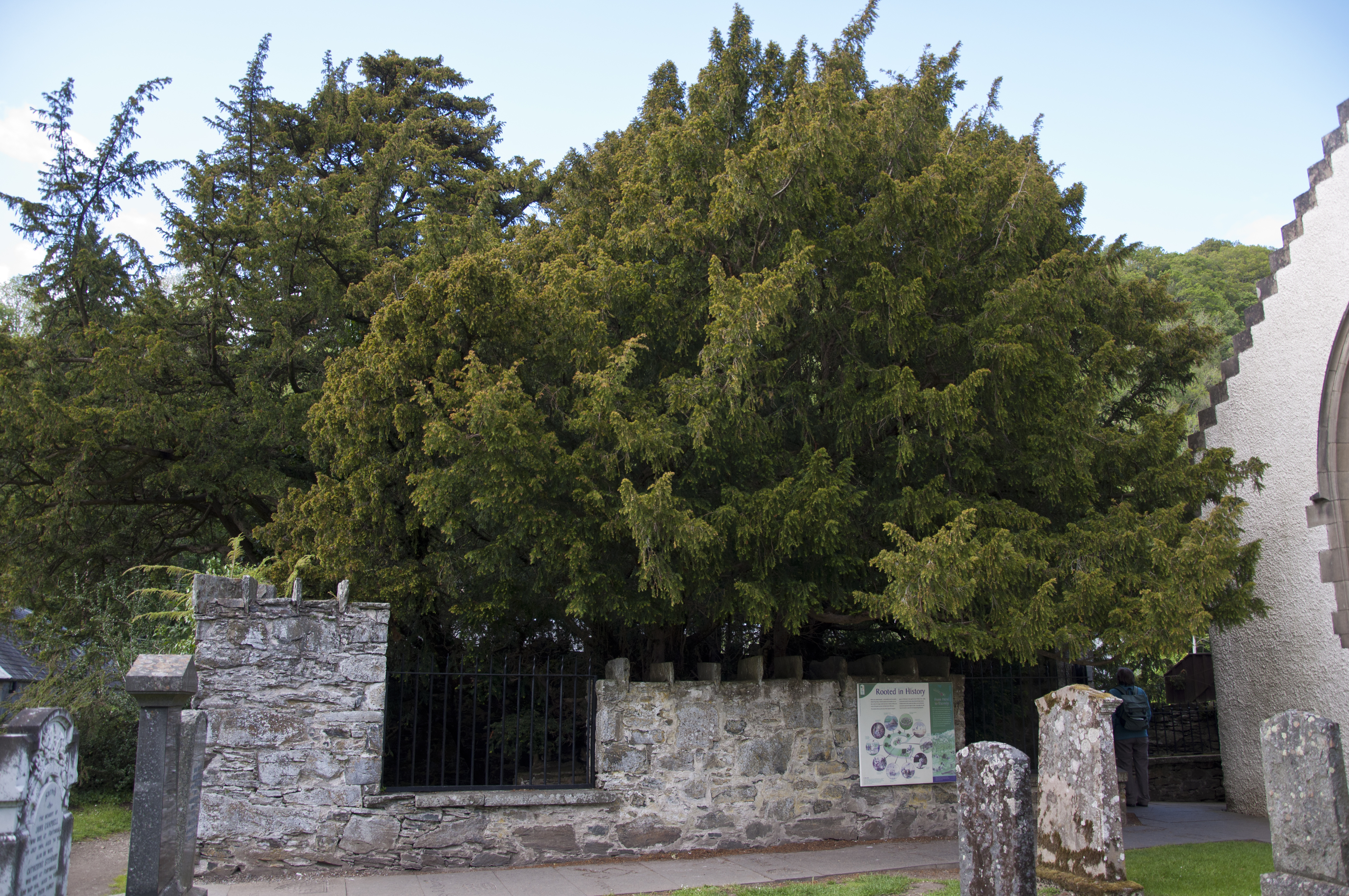
De ommuurde venijnboom op het kerkhof

De venijnboom van Fortingall in het Schotse dorpje Fortingall is een oude venijnboom (taxus) waarvan men ter plaatse beweert dat hij 2000-5000 jaar oud is; hierdoor zou hij een van 's werelds oudste organismen zijn. Recent onderzoek zegt dat zijn leeftijd dichter bij de 2000 jaar zal liggen.
De boom staat op het kerkhof van het kerkje van Fortingall en hij is omringd door een muur om hem te beschermen. Paaltjes geven zijn omvang (17 m) aan zoals hij was in 1769. Het centrale deel van de boom is volledig verdwenen door ouderdom, vandalisme, vuurtje-stook en begrafenisstoeten die door de boom heen wandelden.
Vóór onze tijdrekening stond de boom bekend als de "eeuwige boom". Volgens de overlevering werd Pontius Pilatus in zijn schaduw geboren, maar de streek was toen nog geen deel van het Romeinse Rijk.